# 原始印欧人
原始印歐人（英語：Proto-Indo-Europeans）是歐亞大陸的一個假設存在的史前人群，他們說原始印歐語（根據語言重建，這是印歐語系的祖先）。
關於他們的知識主要來自語言重建，以及來自考古學和古遺傳學的物質證據。 原始印歐人可能生活在新石器時代晚期，或大約公元前四千年。 主流學說認為，原始印歐與人群發源於於歐亞大陸（今烏克蘭和俄羅斯南部）的東歐大草原的亞姆納文化。一些考古學家將原始印歐語的時間深度擴展到新石器時代中期（公元前5500年至公元前4500年）甚至新石器時代早期（公元前7500年至5500年），並提出原始印歐語原鄉假說（Proto-Indo-European Urheimat hypotheses）。
到公元前2000年初期，原始印歐人的後裔已經遍布歐亞大陸，包括安納托利亞（赫梯人）、愛琴海（邁錫尼文明之語言祖先）、歐洲北部（繩紋器文化）、 中亞（顏那亞文化）和西伯利亞南部、新疆北部、蒙古西部（阿法納謝沃文化）的邊緣。他們之後又擴張到巴基斯坦、印度北部。

## 學說历史

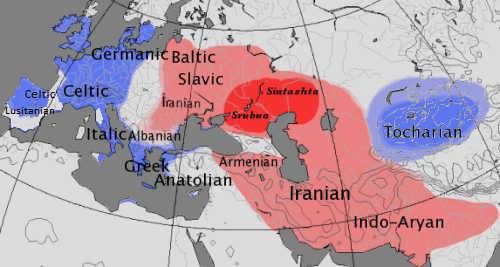
颚-咝音同言线，Centum (藍色)和 Satem (紅色)的粗略区域。最初噝音化的區域為深紅色。

公元前4世纪，古代南亚的语言学家波你尼已经注意到美索不达米亚地区的语言与印度地区的语言有相似之处。
1647年，荷兰学者马库斯·祖依斯·凡·博克斯霍恩大胆的提出了荷兰语、希腊语、拉丁语、波斯语、德语源于同一个的原始语的假说。
1786年2月2日，英国语言学家威廉·琼斯在亚洲学会宣读了亚洲学会成立三周年演说，指出了梵语与拉丁语和希腊语有惊人地相似之处并指出了“原始语”的存在。之后弗兰兹·波普、奥古斯特·施莱谢尔、卡尔·勃鲁格曼、弗迪南·德·索绪尔语言学家用历史比较语言学和其他方法对印度语和欧洲各语言的语音系统、形态系统、语法和语汇进行比较、研究，得出了一些比较重要的结论。
关于印欧语系诸语言为何如此相似的问题，学术界也提出了自己的看法。德国语言学家约翰内斯·施密特提出了波浪理论，他认为由于不同语言的使用者会互相交流，不同的语言像波浪一样终究会相交到一起，即不同的语言会有越来越多的相似性，另一位德国语言学家奥古斯特·施莱谢尔的谱系树理论则认为最开始存在着讲原始印欧语的一群人，他们因为被隔绝开来，才导致欧洲与印度的这些语言非常相似。支持约翰内斯·施密特的人不认为有“原始印欧人”存在，支持奥古斯特·施莱谢尔谱系树理论的人则认为存在着“原始印欧人”，正是因为他们向四面八方扩散，这才使欧洲和印度的语言如此相似。

## 起源地假说

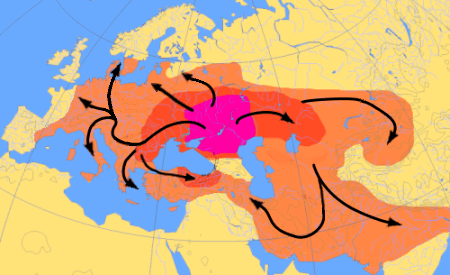
图为坟塚假说中，印欧人在公元前约4000年至1000年期间的迁移的情况。虚箭头表示的路线可能经过高加索地区或巴尔干半岛。粉色表示的范围为假设的起源地，包括萨马拉文化及斯莱德涅斯多格文化。红色表示的是操印欧语的族群在公元前约2500年可能已定居的地区，橙色表示的是公元前1000年左右的情形。

安納托利亞起源說下，歐洲新石器時代的傳播擴展。

从19世纪至今，科学家对原始印欧人起源地进行了研究，20世纪初时，德国的部分科学家认为原始印欧人起源于北欧，但是该理论现在在学术界已很少受到支持。另一个模型是安纳托利亚假说。20世纪下半葉时学术界提出的很多假說。其中坟塚假说是最为广泛接受的有关印欧起源的模型，

### 現代主流學術論點
坟冢假说最早是由美国考古学家玛利亚·金布塔斯在20世纪50年代提出，假说认为印欧人起源於“坟塚文化”，指东欧大草原上亚姆纳文化（意为“坑墓文化”）及其前身这一考古文化。坟塚假说将“坟塚文化”定义为四个连续时段的统称，其中最早的阶段（“坟塚甲”）包含红铜时代（公元前四千年）在第聂伯河、伏尔加河地区的萨马拉文化与塞罗格拉佐沃文化。这些文化由游牧民所建立，假说认为他们的活动范围在前3000年左右在东欧大草原扩张并进入东欧。這個假說目前已得到考古基因學的論證。是當前主流的學術理論。

### 安纳托利亚起源说
安纳托利亚起源说由科林·伦弗鲁在1987年提出，该假说认为原始印歐人的起源地是新石器時代的安納托利亞。講原始印歐語的人在新石器時期居住在安納托利亞，而歷史上印歐語系語言的分佈與在公元前7千年至前6千年期間的新石器革命的傳播擴張有關聯。伦弗鲁在2004年修訂了他的假說，他將“前原始印歐人”唯一置於公元前7千年的安納托利亞，提出原始印歐人的真正故鄉是大約公元前5000年的巴爾幹。

### 中國新疆與中亞起源說
1990年，印度学者阿瓦德基肖尔·纳拉因提出了原始印欧人起源于古代中国西域以及周边的广大地区的观点。

### 中國山東起源說
中華人民共和國學者余太山，主張原始印歐人居住在亞洲東部，今中華人民共和國山東省至東北三省一帶。後沿中亞往西遷移。
最早提出河南殷墟遺骨中有高索人種特徵的研究者為美國人類學者庫恩（Carleton Stevens Coon）。中華民國學者李濟在檢視這兩具遺骨後，同意這應屬於高加索人種，李濟認為這些遺骨屬於商朝的敵人，來自西北方的羌方、土方、鬼方等。在中華人民共和國成立後，學者楊希枚重新測量了殷墟遺骨，支持李濟的見解，認為其中有特徵屬於高加索人種的遺骨，易華支持此觀點。而學者韓康信、潘其鳳則認為這些人骨應只是個別變異，不足以推論是印歐人種。
中華人民共和國中国社会科学院學者王沥與日本東京大學學者植田信太郎與組成的中日聯合研究團隊，在2000年發布的研究報告，比較在中國山東省發掘的古代遺體，發現在戰國時期中期以前的山東人，在遺傳基因ｍtDNA方面與歐洲人接近，有印歐人的特徵；西漢末年以前的山東人則接近於中亞地區的維吾爾人與吉爾吉斯人。現代山東人ｍtDNA基因則與東亞的日本人與韓國人接近。
上述研究結論受到學者韩康信、尚虹質疑，認為根據考古學研究，古代印歐人種東進的地理介限位於新疆東部至甘肅西部之間，在此以東的地區並沒有發現具有印歐人種型態的類群。學者姚永刚和张亚平重新檢測植田信太郎的研究數據，發現該批古人的基因屬於東亞人種ｍtDNA，與現代中華人民共和國南方人相近。

### 其他起源地學說
- 20世纪初，德国的部分科学家认为原始印欧人起源于北欧，但是该理论现在在学术界已很少受到支持。
- 部分印度学者与比利时学者柯恩拉德·埃尔斯特（英语：Koenraad Elst）均支持印度起源说（英语：Out of India theory），该假说认为原始印欧人起源于印度次大陆。
- 部分学者根据声门音理论提出了亚美尼亚起源说（英语：Armenian hypothesis），该假说认为原始印欧人起源于亚美尼亚。
- 舊石器連續理論（英语：Paleolithic Continuity Theory），部分学者认为自旧石器时代以来欧洲各地的文明就一直是连续发展的，没有大规模的武力入侵。在旧石器时代之前人类向世界各地迁移的过程中，语言就开始产生了分化。

## 遷徙假說
墳塚假說和安納托利亞假說對原始印歐人如何在歐洲擴展方面差異巨大，在安納托利亞假說中原始印歐人於新石器時代在歐洲的擴張已經初步完成，而在墳塚假說下原始印歐人在青銅時代才從東歐遷入西歐。

### 歐洲擴張

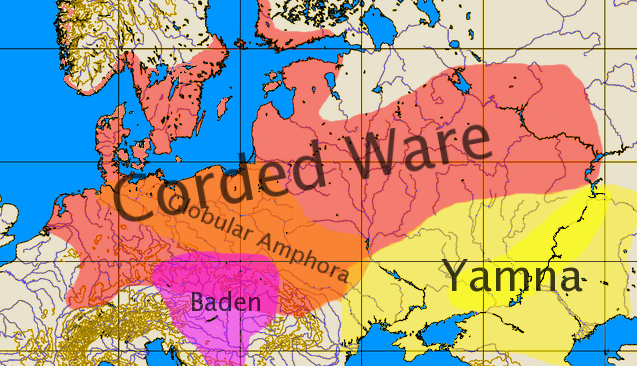
公元前3000年至公元前2000年主要文化的範圍(依據EIEC)。

依據主流墳塚假說和其他一些考古學證據，公元前3000年代末至公元前2000年代初，部分原始印欧人进入巴尔干半岛的东北部，接着陆续分批进入希腊，被称为希腊人。同一时期，部分原始印欧人进入安纳托利亚。这些人和当地原居民杂居、融合，被称为卢维人、帕来人、赫梯人、吕底亚人。
公元前2000年代初，居于东欧草原西部（大约在今天的多瑙河下游平原）的一批原始印欧人，沿多瑙河向西挺进，他们翻越阿尔卑斯山进入今天的意大利一带，被称为拉丁人。罗马人是拉丁人中最著名的一支。与此同时，另一些原始印欧人继续向西和北两个方向迁移，形成了西欧和中欧的凯尔特人和北欧的日耳曼人。

### 遷入亞洲

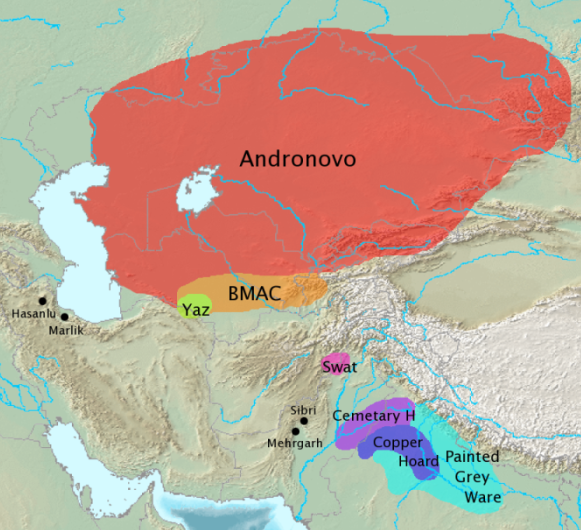
与印度-伊朗人（見《Encyclopedia of Indo-European Culture》）有关的考古文化。安德罗诺沃文化、巴克特里亞·馬爾吉阿納和Yaz 文化一般被认为与印度-伊朗人有关。Swat 文化、Cemetery H、Copper Hoard 和PGW 文化被认为是与印度-雅利安人迁移有关的候选文化。

一支原始印欧人部落于公元前2100年到公元前1400年，在西西伯利亚和中亚草原地带建立了安德罗诺沃文化，此文化區域中有歷史記載的最早族群是斯基泰人和辛梅里安人，其中一部分原始印欧人進入了伊朗高原定居在这一地区的西北部和西南部，分别建立了米底王国和波斯帝国，被称为米底人和波斯人。
巴克特里亞·馬爾吉阿納文明體的一部分原始印欧人则继续向东南方向移动，在公元前12世纪左右越过阿富汗的兴都库什山脉来到印度河流域，他们被称为印度-雅利安人。在印度河流域，他们遇到了印度土著人的顽强抵抗，经过长时间的漫长战争，原始印欧人最终击败达罗毗荼人和其他印度土著人，有些印度土著人则变成了印度雅利安人的奴隶。入侵印度次大陆这批原始印欧人写出了《梨俱吠陀》（Rig Veda）、《娑摩吠陀》（Sama Veda）、《夜柔吠陀》（Yajui Veda）、《阿闥婆吠陀》（Atharva Veda）、《梵書》（Brahmana）、《奧義書》（Upanishad）这六種吠陀经典，印度的吠陀时期开始。
此外，印歐人在史前時代，便已進入新疆與蒙古，與中國歷史時期的西域人群與匈奴有密切關係。已被測過基因的考古遺址證實。蒙古鐵器時代與匈奴時代遺址，有大量與原始印歐人相關的常染色體與父系單倍群。

## 与雅利安人的关系
“雅利安人”这个词来源于梵语词汇，意思是“高贵的”，學者研究印度最古老的诗歌总集《梨俱吠陀》和其他古印度书籍，得出一個说法，在古代，有一个叫“雅利安人”的人群从印度西北部（即五河地带）向东南进发，到达恒河流域以及阎牟拿河中游地区，逐步占领了整个印度次大陆。在18世纪及以前，雅利安人还仅仅相当于现在的“印度-雅利安人”的概念。在19世纪，马克斯·穆勒提出了雅利安人入侵印度假说，约瑟夫-阿瑟·高比诺、豪斯顿·张伯伦等学者对“雅利安人”的概念进行了扩大，“雅利安人”的概念被从印度-雅利安人扩大到原始印欧人。
19世纪和20世纪上半葉，部分种族主义者鼓吹雅利安人種是最优越的种族，为20世纪30至40年代纳粹德国的种族灭绝政策种下了祸根。二战结束后，“雅利安人”一词已很少被使用，目前在称呼原始印欧语的使用者时，学术界会直接用“原始印欧人”而不是“雅利安人”一词。

## 遺傳學
Y染色体单倍型类群单倍型类群 R1a (Y-DNA)被推測與原始印歐人相关联。主要现见于中亚、西亚、巴基斯坦、印度和东欧等地的人中，在東歐的斯拉夫人中，最常见於波兰人、俄罗斯人和乌克兰人中。在北欧，出現於23.6%的挪威人、18.4%的瑞典人、16.5%的丹麦人和11%的萨米人。
此外，Y染色体单倍型类群单倍型类群 R1b (Y-DNA)後來也發現與原始印歐語人群的擴散相關。R1b在現代西歐人中占比50%~80%。
除父系基因外，另外一个遗传标记是卡瓦利-斯福扎提出的B型血的基因，它在欧洲的分布与坟塚假说和的分布均吻合。

## 現代印歐語系人群
印欧人是指講印歐語系語言的人。
目前使用印歐語系的印歐人，包含了講日耳曼語族語言的日耳曼人，講希臘語的希臘人，講意大利語族語言的拉丁人，講凱爾特語族語言的凱爾特人，講斯拉夫語族語言的斯拉夫人等，以及伊朗的波斯人，土耳其的庫德人，高加索地區的亞美尼亞人，講印度-雅利安語支的印度北方人、大多數巴基斯坦人、孟加拉人、斯里蘭卡的主體民族僧伽羅人。今天印歐人分佈的基礎形成于歐洲民族大遷徙结束时。
按現代遺傳學中基因研究的最新成果，除了與原始印歐人相關的Y染色体单倍型类群R-M420之外，Y染色体单倍型类群 R1b，也是原始印歐人攜帶的Y染色體。
歐洲早期狩獵採集者攜帶的Y染色体单倍型类群 I，與自末次冰盛期之前就居於本地的歐洲人相關
，其中Y染色体单倍型类群 I1與日耳曼人相關。
|                                 |                                                 |
| 印欧人在約公元前500年時的分布。 | 印欧人在欧洲民族大迁徙后（約公元500年）的分布。 |

|                         |                         |
| Y染色体单倍型类群 R1a。 | Y染色体单倍型类群 R1b。 |

學者研究了原始印歐人之前，約距今五萬年前，智人的遷徙，有研究稱與原始印歐人和閃米特人以及中東、北亞、東亞、東南亞人的共同祖先有關的Y染色体单倍型类群 F，可能最早出現在印度或其附近；也有說法稱可能最早出現在西亞或北非。